# Česko-malajsijské vztahy
Česko-malajsijské vztahy jsou zahraniční vztahy mezi Českem a Malajsií. Česko má velvyslanectví v Kuala Lumpur a honorární konzulát v Kota Kinabalu. Malajsie má velvyslanectví v Praze.

## Dějiny
Po navázání vztahů se Sovětským svazem v roce 1968 rozšířila Malajsie své vztahy také s bývalým Československem a dalšími středoevropskými zeměmi. V roce 2000 český místopředseda vlády navštívil Malajsii. V roce 2006 absolvovali náměstek ministra zahraničních věcí ČR a předseda Senátu Parlamentu ČR pracovní i oficiální návštěvu Malajsie. Náčelník štábu ozbrojených sil na malajsijské straně ve stejném roce uskutečnil pracovní návštěvu České republiky. V roce 2012 podnikl český prezident Václav Klaus státní návštěvu Malajsie.
Česká republika chce pomoci Malajsii zlepšit její technologii pro nakládání s nebezpečnými chemikáliemi, biologickými hrozbami, radiací a jadernými materiály. Chtějí také spolupracovat na přípravě na přírodní katastrofy, jako jsou povodně a požáry. Česká republika si myslí, že může sdílet své pokročilé technologie a znalosti, aby pomohla Malajsii zůstat v bezpečí před těmito hrozbami.

## Ekonomické vztahy
Hlavním exportem České republiky do Malajsie jsou strojírenské výrobky, obráběcí stroje a elektromotory. Hlavním exportem Malajsie do ČR jsou převážně stroje, pryž, kakao a elektrická zařízení. V roce 2000 činil vzájemný obchod mezi oběma zeměmi více než 7,7 mld. Kč.

## Vzdělávací vztahy
V roce 2000 začala vláda České republiky nabízet Malajsijcům každoročně jedno stipendium pro postgraduální studenty. V září 2006 přijela do České republiky první skupina sedmdesáti malajsijských studentů a zahájila studium medicíny. Počet malajsijských studentů v České republice se v roce 2008 zvýšil na 200.

## Diplomatické mise

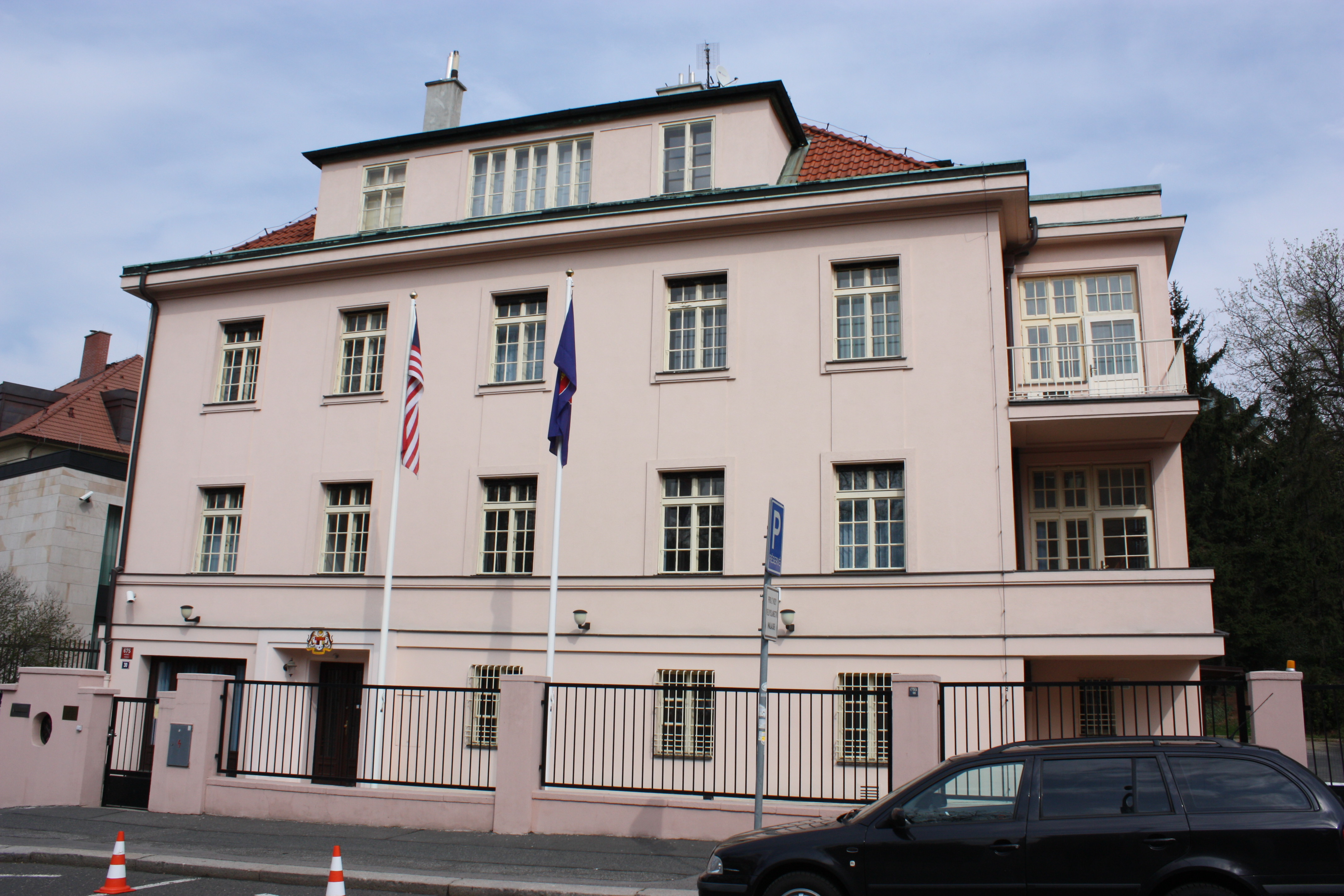
Malajsijské velvyslanectví v Praze

- Rezidence malajsijského velvyslanectví v PrazeMalajsijské velvyslanectví v PrazeČesko má velvyslanectví v Kuala Lumpur a honorární konzulát v Kota Kinabalu.

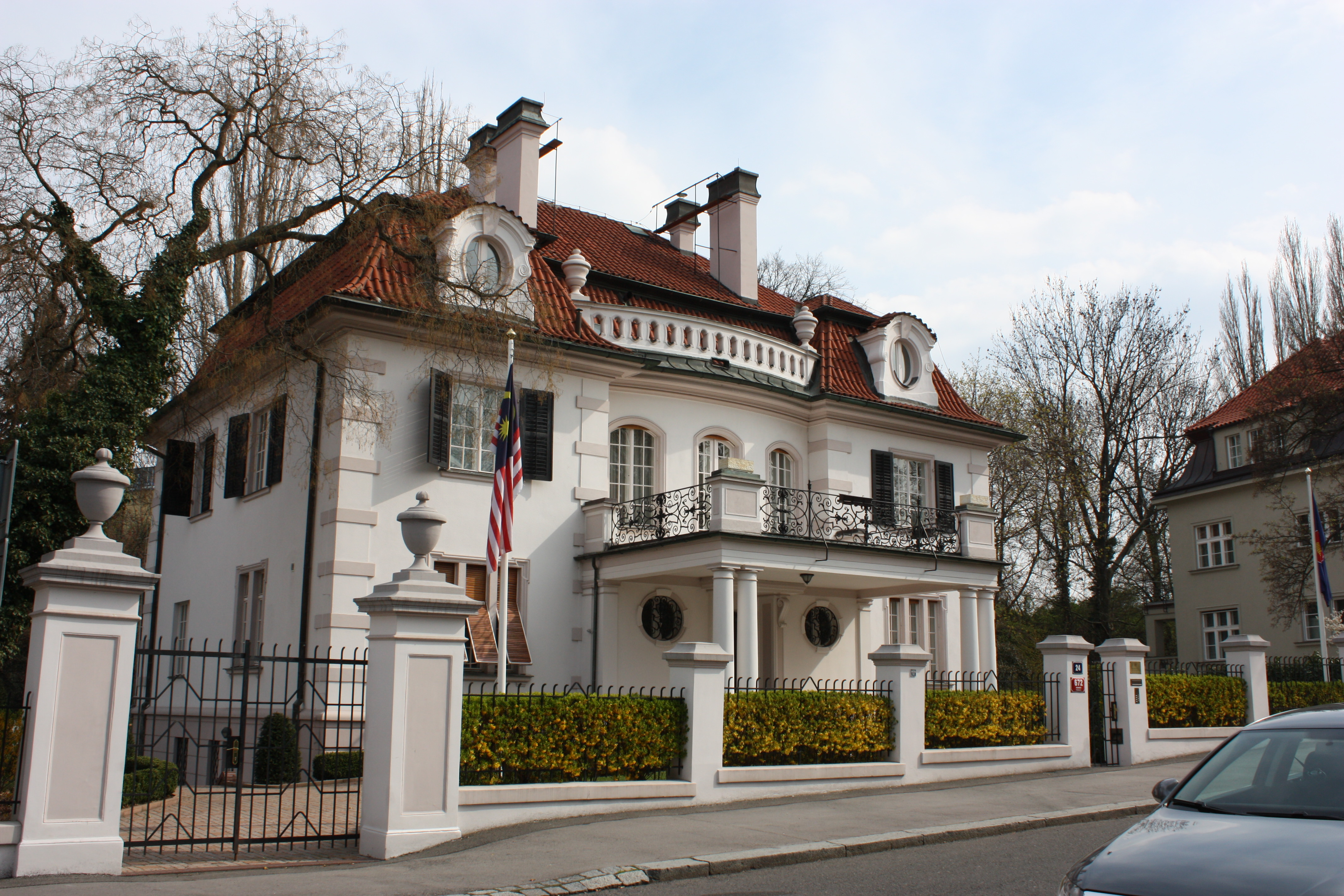
Rezidence malajsijského velvyslanectví v Praze

- Malajsie má velvyslanectví v Praze.